# 프랭키 무니스
프랭키 무니스(Frankie Muniz, 1985년 12월 5일 ~ )는 미국의 배우, 카레이서, 드러머이다.

## 출연 작품
- 레이싱 스트라이프스
- 2번 레인의 기적